# Jezainville
Jezainville település Franciaországban, Meurthe-et-Moselle megyében. Lakosainak száma 1016 fő (2022. január 1.). Jezainville Pont-à-Mousson, Blénod-lès-Pont-à-Mousson, Dieulouard, Gézoncourt, Griscourt, Martincourt és Montauville községekkel határos.

## Népesség
A település népességének változása:
| Lakosok száma | 773  | 768  | 806  | 942  | 942  | 949  | 960  | 983  | 990  | 1016 |
|               | 1968 | 1982 | 1990 | 2006 | 2013 | 2015 | 2017 | 2019 | 2020 | 2022 |